# Корнішешть
Корнішешть, Корнішешті (рум. Cornișești) — село у повіті Біхор в Румунії. Входить до складу комуни Добрешть.
Село розташоване на відстані 400 км на північний захід від Бухареста, 36 км на південний схід від Ораді, 104 км на захід від Клуж-Напоки, 141 км на північний схід від Тімішоари.

## Населення
За даними перепису населення 2002 року у селі проживали 286 осіб, усі — румуни. Усі жителі села рідною мовою назвали румунську.